# Єзевіц
Єзевіц (нім. Jesewitz) — громада в Німеччині, розташована в землі Саксонія. Входить до складу району Північна Саксонія.
Площа — 52,27 км2. Населення становить 3090 ос. (станом на 31 грудня 2020).